# Pseudolarentia
Pseudolarentia is een geslacht van vlinders van de familie spanners (Geometridae), uit de onderfamilie Larentiinae.

## Soorten
- P. arenaria (Warren, 1902)
- P. atrosigillata Walker, 1863
- P. bitrita Felder, 1875
- P. cryptocycla Prout, 1913
- P. cryptospilata Walker, 1863
- P. dulcis (Butler, 1879)
- P. megalaria (Guenée, 1858)
- P. monosticta (Butler, 1894)
- P. nictitaria Herrich-Schäffer, 1855
- P. rejecta (Herbulot, 1997)
- P. sambirana Herbulot, 1965